# 馬克思·歐弗斯
馬克思·歐弗斯（Max Ophüls，1902年5月6日—1957年3月25日），德國電影導演，被廣泛的認為是德國電影史上影響最大的導演之一。

## 生平
根據香港電影資料館的介紹，馬克思·歐弗斯是「二十世紀不容忽視的作者導演」。「在其近三十部電影作品中，他把對場景意義空間的追求，對攝影機運動的精良設計，以及對女性主義的冷靜思考，於歐洲、二戰美國以及戰後法國的三個創作階段一以貫之地實行。在他的電影世界裡，樓梯、房間、舞台具有明晰的社會寓意，場景交
接手法的大膽嘗試給予敘事更多自由，時間、空間與鏡頭運動交織出了華麗豐盈但脈絡分明的電影美學。」作品方面，「創作於1933年的《情變》經以奢華的場景陳設和複雜社會關係中的女性角色，奠定了其作者導演特點的基本元素。其後第二次世界大戰爆發，生為猶太人的他輾轉流亡，於1941年在美國開始第二階段的創作，尤以兩部文學改編作品《一個陌生女子的來信》和《情海驚魂》享負盛名。第二次世界大戰結束後回到法國，趕上跨國合資的熱潮，其最後作品《馬戲團尤物》總結性地強調了『運動』即是電影生命的創作理念，被追認為戰後歐洲電影的驚人佳作。」

## 主要作品
- 1933年：《黎伯萊》（或譯作《情變》）
- 1948年：《一個陌生女子的來信》
- 1949年：《情海驚魂》
- 1950年：《輪舞》
- 1952年：《歡愉》
- 1953年：《伯爵夫人的耳環》
- 1955年：《傾城傾國慾海花》（或譯作《馬戲團尤物》）

## 資料來源
1. ↑  香港電影資料館：修復珍藏 麥士奧福斯 Max Ophüls[永久]

## 外部連結
- Max Ophüls在互联网电影资料库（IMDb）上的資料（英文）